# Saint-Georges-Motel
 Saint-Georges-Motel  là một xã của tỉnh Eure, thuộc vùng Normandie, miền bắc nước Pháp.